# Hermann von Busse
Hermann von Busse (* 12. Januar 1818 in Weidenbach, Kreis Oels, Provinz Schlesien; † 7. März 1894 in Lottin, Kreis Neustettin) war ein deutscher Jurist und Politiker. Er war Landrat des Kreises Neustettin, Mitglied des Preußischen Abgeordnetenhauses und Mitglied des Reichstags.

## Herkunft
Er stammte aus der schlesischen briefadligen Familie von Busse. Seine Eltern waren Karl Konrad Leopold von Busse (* 1771; † 1836), preußischer Hauptmann und Herr auf Weidenbach, und dessen Ehefrau Amalie von Zitzewitz (* 1786; † 1860). Seine Mutter war die Tochter des Geheimen Kriegs- und Domänenrats Otto Wedig von Zitzewitz (* 1749; † 1829). Sein älterer Bruder Guido von Busse (* 1812; † 1880) wurde preußischer Major, Rittergutsbesitzer und Mitglied des Preußischen Abgeordnetenhauses.

## Leben
Busse besuchte das Gymnasium in Oels, die Ritterakademie in Liegnitz und die Universität zu Berlin, wo er Rechtswissenschaften studierte. Von 1840 bis 1842 war er Auskultator bei dem Stadt- und Landgericht zu Halle, von da ab bis 1846 Referendar bei der Regierung zu Oppeln. 1848 wurde er als Nachfolger von Theodor von Bonin Landrat des Kreises Neustettin und blieb bis 1874 im Amt.
Mitglied des Preußischen Abgeordnetenhauses war er in den Jahren 1861 bis 1865 und von 1876 bis zu seinem Tode. 1876 wurde er in einer Nachwahl für den verstorbenen Abgeordneten Heinrich Leonhard von Arnim-Heinrichsdorf erstmals in den Reichstag gewählt, dem er bis 1893 angehörte. Er vertrat dort immer die Konservative Partei und den Wahlkreis Regierungsbezirk Köslin 5 (Neustettin).

## Ehe und Nachkommen
Er heiratete 1851 Alexandrine Theodore von Bonin (* 1824; † 1864), die Tochter seines Amtsvorgängers Theodor von Bonin. Das Paar hatte mehrere Kinder. Der Sohn Friedrich Wilhelm Karl Theodor von Busse (* 1852; † 1914) wurde preußischer Generalleutnant. Die Tochter Eva (* 1856; † 1933) heiratete Ernst von Hertzberg (* 1852; † 1920), Herrn auf Lottin und Mitglied des Preußischen Herrenhauses.